# Roye (Haute-Saône)
Roye ist eine Gemeinde im französischen Département Haute-Saône in der Region Bourgogne-Franche-Comté.

## Geographie
Roye liegt auf einer Höhe von 302 m über dem Meeresspiegel, vier Kilometer südöstlich von Lure und etwa 29 Kilometer ostnordöstlich der Stadt Vesoul (Luftlinie). Das Dorf erstreckt sich im östlichen Teil des Departements, in der Ebene von Lure, zwischen den Flussläufen von Ognon und Rahin.
Die Fläche des 10,37 km² großen Gemeindegebiets umfasst einen Abschnitt der Ebene von Lure. Die Schwemmebene am Rand der Vogesen liegt durchschnittlich auf 300 m. Sie wird von den Flussläufen des Ognon und des Rahin durchzogen, die mit zahlreichen Windungen durch ein ehemals sumpfiges Gebiet nach Südwesten fließen. Die Ebene wird teils landwirtschaftlich genutzt, teils ist sie mit Wald bestanden. Ehemalige Sand- und Kiesgruben sind wegen des hohen Grundwasserstandes mit Wasser gefüllt.
Die nordwestliche Abgrenzung verläuft entlang dem Ognon. Nach Norden reicht der Gemeindeboden in die ausgedehnte Waldung des Grand Bois und bis an den Rand der Pistenanlagen des ehemaligen Flugplatzes Lure-Malbouhans. Die östliche Abgrenzung markiert teilweise der Bachlauf des Ruisseau des Prés Besançon. Östlich dieses Gewässers erstreckt sich das Gemeindeareal in die Waldung La Noye Jeannin. Mit 333 m wird hier die höchste Erhebung von Roye erreicht. Diese Anhöhe besteht aus einer Wechsellagerung von sandig-mergeligen und kalkigen Sedimenten, die während der Lias (Unterjura) abgelagert wurden.
Zu Roye gehört die Siedlung La Verrerie (302 m) in der Ebene von Lure. Nachbargemeinden von Roye sind Froideterre und La Neuvelle-lès-Lure im Norden, La Côte und Palante im Osten, Frotey-lès-Lure im Süden sowie Lure im Westen.

## Geschichte
Erstmals urkundlich erwähnt wird Roye im Jahr 1134 unter dem Namen Roa. Aus späterer Zeit sind die Bezeichnungen Roha (1187) und Rhoa (1275) überliefert; seit 1431 existiert die heutige Schreibweise. Der Ortsname stammt ursprünglich aus der keltischen Sprache und bedeutet so viel wie vom Menschen angelegter Wasserlauf. Im Mittelalter gehörte Roye zur Freigrafschaft Burgund und darin zum Gebiet des Bailliage d’Amont. Es bildete den Mittelpunkt einer Herrschaft, die bis zu Beginn des 15. Jahrhunderts der Adelsfamilie Roye gehörte. Anschließend kam die Herrschaft an die Grammont und an deren Vasallen. Zusammen mit der Franche-Comté gelangte der Ort mit dem Frieden von Nimwegen 1678 definitiv an Frankreich. Heute ist Roye Mitglied des 22 Ortschaften umfassenden Gemeindeverbandes Communauté de communes du Pays de Lure.

## Sehenswürdigkeiten

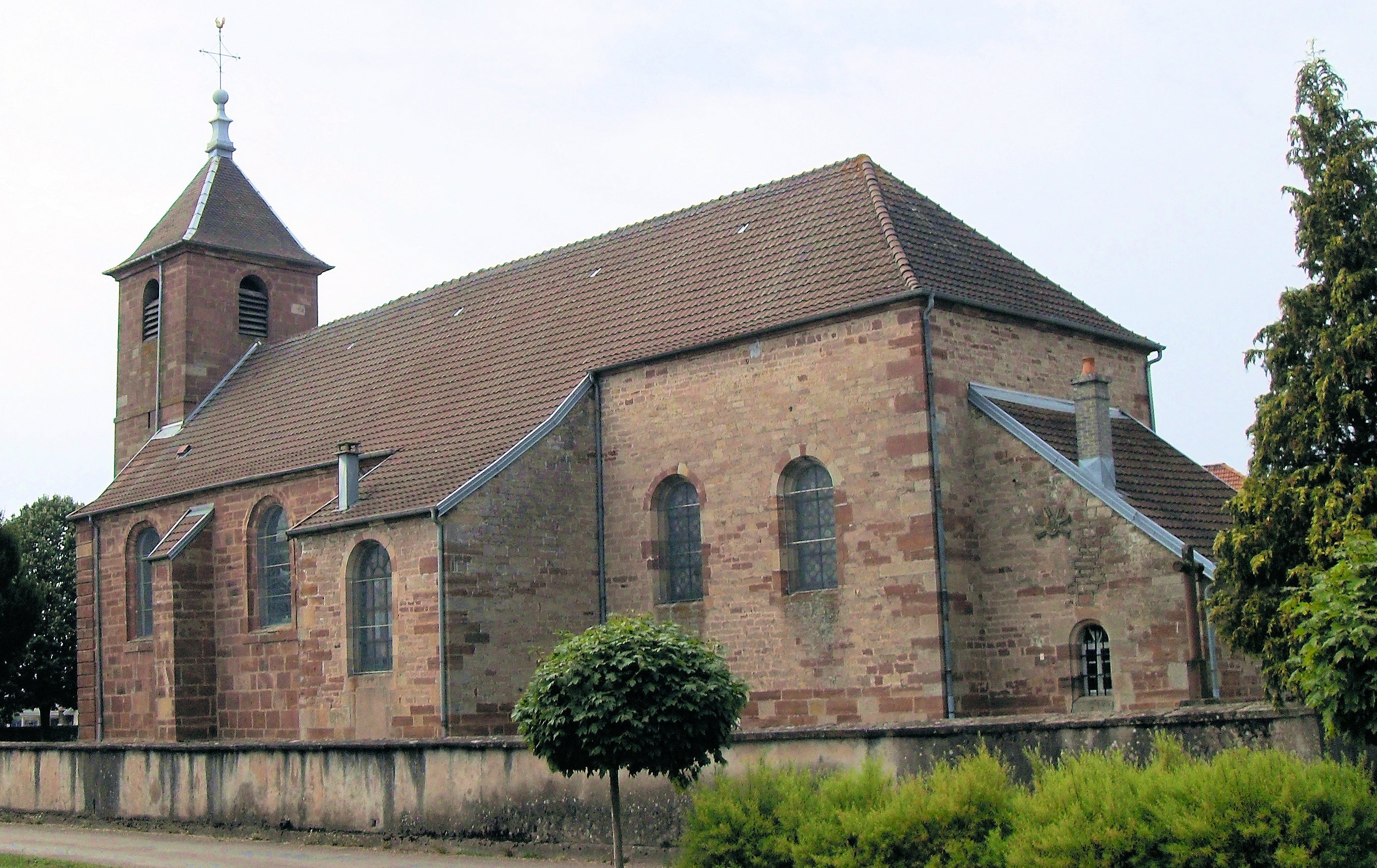
Kirche Saint-Hippolyte

Die Kirche Saint-Hippolyte in Roye wurde 1507 erbaut sowie 1552 und 1835 vergrößert und besitzt einen Glockenturm mit Pyramidendach. Zur Ausstattung gehören ein Holzkruzifix (17. Jahrhundert) und Gemälde aus dem 18. Jahrhundert. Drei Kalvarienberge stammen aus dem 16. und 18. Jahrhundert.
Um den Dorfplatz gruppieren sich Häuser aus dem 17. und 18. Jahrhundert, die den traditionellen Stil der Region zeigen.

## Bevölkerung
| Jahr                       | 1962 | 1968 | 1975 | 1982 | 1990 | 1999 | 2006 |
| Einwohner                  | 704  | 786  | 918  | 1028 | 1176 | 1127 | 1236 |
| Quellen: Cassini und INSEE |      |      |      |      |      |      |      |

Mit 1486 Einwohnern (1. Januar 2022) gehört Roye zu den größeren Gemeinden des Département Haute-Saône. Nachdem die Einwohnerzahl in der ersten Hälfte des 20. Jahrhunderts stets im Bereich zwischen 500 und 600 Personen gelegen hatte, wurde seit Beginn der 1960er Jahre ein deutliches Bevölkerungswachstum verzeichnet. Seither hat sich die Einwohnerzahl mehr als verdoppelt.

## Wirtschaft und Infrastruktur

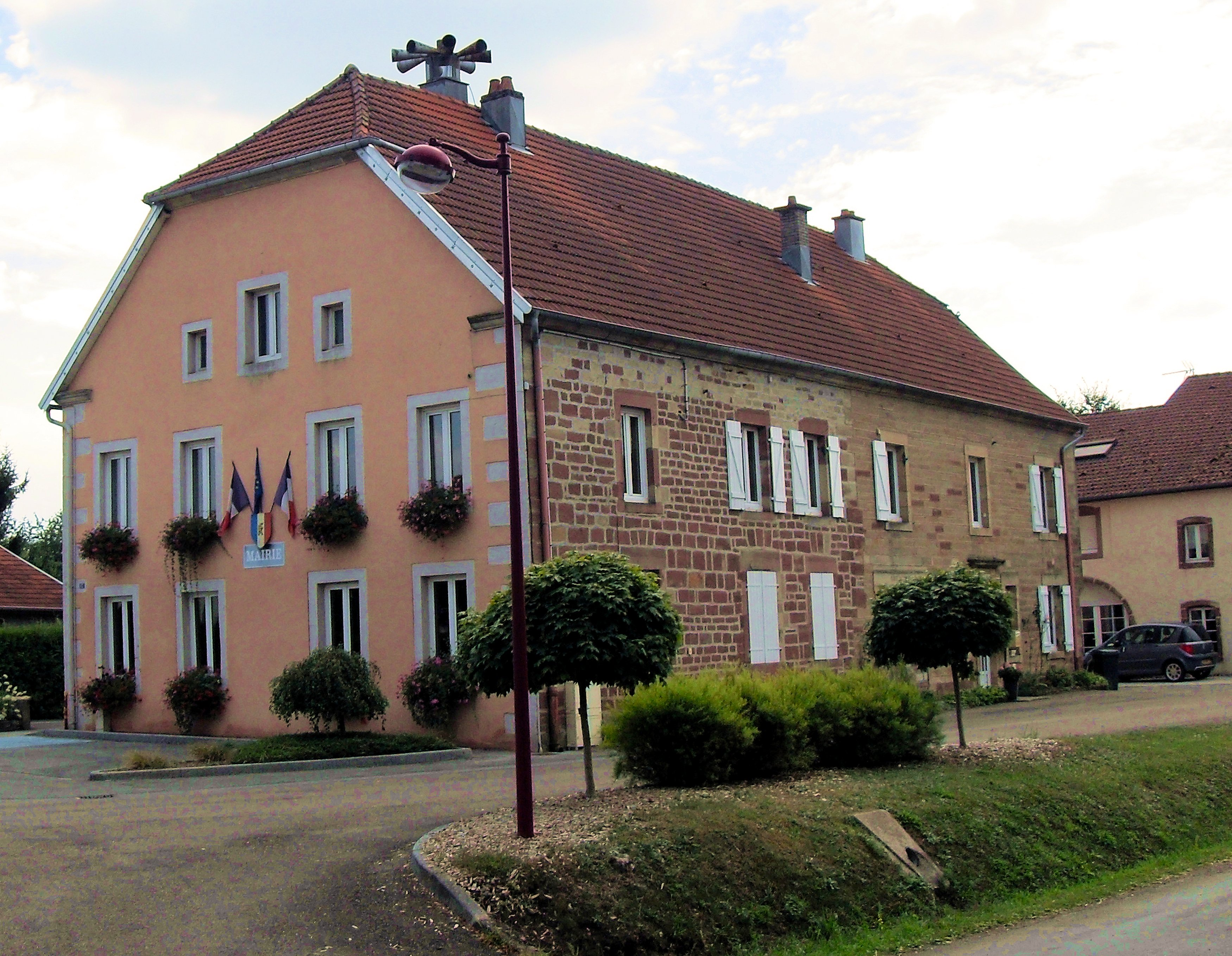
Mairie Roye

Roye war lange Zeit ein vorwiegend durch die Landwirtschaft (Ackerbau, Obstbau und Viehzucht), die Forstwirtschaft und die Fischzucht geprägtes Dorf. Die Wasserkraft der Flussläufe wurde früher für den Betrieb von Mühlen genutzt. In La Verrerie bestand von 1792 bis 1830 eine Glashütte. Heute gibt es verschiedene Betriebe des Klein- und Mittelgewerbes, vor allem in den Branchen Schweißtechnik, Metallverarbeitung, Baugewerbe sowie Kies- und Sandabbau. In den letzten Jahrzehnten hat sich das Dorf zu einer Wohngemeinde gewandelt. Viele Erwerbstätige sind deshalb Wegpendler, die in den größeren Ortschaften der Umgebung ihrer Arbeit nachgehen.
Die Ortschaft ist verkehrstechnisch gut erschlossen. Sie liegt an der Hauptstraße N19, die von Lure nach Belfort führt, und an der D438 (Lure – Héricourt), die hier vierspurig ausgebaut ist. Weitere Straßenverbindungen bestehen mit Malbouhans und Frotey-lès-Lure. Durch das Gebiet führt die Eisenbahnlinie von Belfort via Lure nach Vesoul. Der nächste Bahnhof befindet sich in Lure.